# Estación Trilí
Trilí es una estación ferroviaria ubicada en la localidad de Trilí, en los departamentos Quemú Quemú y Maracó, Provincia de La Pampa, Argentina.

## Ubicación
La estación se encuentra ubicada a 33 km de la ciudad de General Pico.

## Servicios
No presta servicios de pasajeros.
Sus vías están concesionadas a la empresa de cargas Ferroexpreso Pampeano